# Sparganophilus tamesis
Sparganophilus tamesis és una espècie de cuc de terra originària d'Amèrica del Nord. S'ha introduït a nombrosos països europeus, incloent Anglaterra, França, Suïssa, Alemanya i Itàlia.
La descripció de l'espècie la va fer Benham l'any 1892 a partir d'espècimens trobats al riu Tàmesi, al sud d'Oxford, a Anglaterra. En la mateixa publicació, Benham va suggerir que els ous o cocoons podrien haver sigut introduïts des d'Amèrica del Nord entre les arrels de plantes aquàtiques o enganxats a fustes. Posteriorment s'ha tornat a descriure la mateixa espècie emprant noms específics diferents a partir d'individus d'Amèrica del Nord, d'Amèrica Central i de França. Les diverses sinonímies d'aquesta espècie s'han revisat nombroses vegades. Alguns dels sinònims de S. tamesis són: S. eiseni, S. benhami, S. guatemalensis, S. carnea, S. elongatus, S. cuenoti i, recentment, S. langi.
Al nord d'Itàlia, al riu Mincio, els espècimens de S. tamesis són especialment abundants entre les arrels de Vallisneria spiralis.

## Distribució
S. tamesis fou descrita per primera vegada a partir d'exemplars trobat a Anglaterra, però s'ha acceptat que el seu origen és l'est d'Amèrica del Nord, en el que es troba àmpliament distribuït des del sud-est del Canadà fins als estats del golf dels Estats Units, i a localitzacions puntuals a Mèxic i Guatemala.
Des dels Estats Units s'ha introduït a diversos països europeus.